# Thaumasia scoparia
Thaumasia scoparia är en spindelart som först beskrevs av Simon 1888.  Thaumasia scoparia ingår i släktet Thaumasia och familjen vårdnätsspindlar.
Artens utbredningsområde är Venezuela. Inga underarter finns listade i Catalogue of Life.